# Nana Kitade
Nana Kitade (北出菜奈 Kitade Nana?,  2 de mayo, 1987) es una cantante y modelo japonesa originaria de Sapporo, Hokkaido.

## Biografía

### Vida previa
Desde los 3 años que Nana aprendió a tocar el piano, y en su juventud comenzó a escribir sus propias canciones. Los estudios realmente no le atraían, y desde muy temprana edad supo que debía seguir el camino artístico para poder surgir. Ella misma se considera una chica rebelde, siendo su frase típica "Si estoy feliz o no es cosa mía". En la escuela secundaria se convirtió en fan de Ringo Shiina, aprendió a tocar la guitarra y viajaba con frecuencia a Tokio para tomar clases de canto. 

### 2003 - 2005
En febrero de 2002 Nana aprobó una audición de Sony Music Japan y fue elegida como la representante del área de Sapporo y se le dio la oportunidad de debutar como cantante. 
En marzo de 2003, uno de los demos de Nana llamó la atención de Susumu Nishikawa, guitarrista y acompañante musical de Ringo Shiina en el momento del debut. Firmó un contrato con SME Records, un subgrupo de Sony Music Japan.
Después de esto, estuvo algunos meses escribiendo temas, hasta que se decidió como su sencillo debut el tema "Kesenai Tsumi", compuesto por Susumu Nishikawa y escrito por la misma Nana. Para ayudar a su exposición SME Records decidió utilizar la canción como el primer tema de cierra de una nueva serie de anime transmitido por la cadena TBS, llamada Full Metal Alchemist, que tenía grandes expectativas de convertirse en todo un éxito. Al comenzar la serie esto fue claramente comprobado, y a esto se le atribuye como la principal razón de que "Kesenai Tsumi" haya sido un completo éxito, debutando en el puesto n.º 14 de las listas de Oricon, con ventas superiores a las sesenta y cinco mil copias a nivel nacional.
Los trabajos posteriormente lanzados por Nana no se convirtieron en éxitos magistrales, pero el quinto sencillo titulado "KISS or KISS" logró recuperar algo de las flojas entradas de Nana en las listas, al llegar al n.º 11 de las listas de música de su país. La imagen de Nana transmitía un aire de niña pop rock, igualmente considerado conservador, pero poco a poco su estilo e imagen irían evolucionando hasta llegar, con "KISS or KISS", al pop punk y al Gothic Lolita. Este último acaparó la atención de varios, en especial de sus fanáticas mujeres que la consideran un modelo de la moda a seguir. Debido a la notable subida de popularidad que experimentó debido a este cambio, desde aquí la moda Gothic Lolita se convierte en una de las principales características en el estilo de Nana.
Un mes después, en julio de ese mismo año, lanza su sencillo "Kanashimi no Kizu", segundo tema utilizado en Full Metal Alchemist, pero esta vez en un videojuego. Su primer álbum de estudio, lanzado en agosto, titulado "18-eighteen-", obtuvo un éxito moderado, llegando al n.º 16 de las listas de Oricon. 
Nana realiza su primer concierto Nana Kitade Live Showcase '18-eighteen-' el 7 de septiembre de 2005 en Shibuya-AX.

### 2006
Tras algunos meses de receso, en febrero del 2006 Nana regresa nuevamente lanzando un nuevo sencillo titulado "SLAVE of KISS", donde graba cuatro temas distintos con relación a los besos. En este sencillo Nana realiza su primer cover, de la canción "KISS" originalmente de la banda japonesa Princess Princess, y donde también graba por primera vez una canción completamente en inglés, de su anterior trabajo "KISS or KISS".
Las ventas no eran las mejores, y la actividad de Nana se vio disminuida, pero eso no impidió que en julio lance al mercado un miniálbum de covers titulado "Cutie Bunny ~Nana-teki Rock Daisakusen Codename wa C.B.R.~", que incluyó populares temas de interés para la joven, tanto de cantantes como de populares series de anime, como Sailor Moon.
Este mismo mes su primer álbum "18-eighteen-" es editado en los Estados Unidos por el sello de música asiática residente allí llamado Tofu Records, al cual le fue agregado su tema grabado en inglés. En agosto Nana viaja por primera vez a ese país, donde se presentó en una tienda de Virgin Megastore en San Francisco, y también asistió a una convención Otaku americana llamada Otakon, donde dio entrevistas para radios relacionadas al ambiente de la música japonesa en ese país. En octubre se lanza el segundo sencillo de este año, "Kibou no Kakera", escogido como primer tema de abertura para Demashita! Powerpuff Girls Z, versión de anime de la popular animación americana Las Chicas Superpoderosas. Su segundo álbum de estudio, titulado "I scream" fue finalmente lanzado en diciembre de 2006, y obtuvo un no tanto espectacular debut en el n.º 135 de las listas de Oricon, debido a que principalmente no tuvo mucha promoción en el mercado, como si lo tuvo el anterior álbum, aun a pesar de ser un álbum más completo y elaborado, donde el Punk Rock era el género predominante, y donde la bonus track era una versión de la canción "Basket Case", interpretada originalmente por el trío estadounidense Green Day.
En este punto, Nana terminó de afianzar su estilo Gothic Lolita y definitivamente empezó a inclinarse por un rock mucho más pesado y cargado que al principio de su carrera. Poco después de esto Nana comienza su primera gira nacional nanalife LIVE, donde recorre varias locaciones a lo largo y ancho de su país.

### 2007

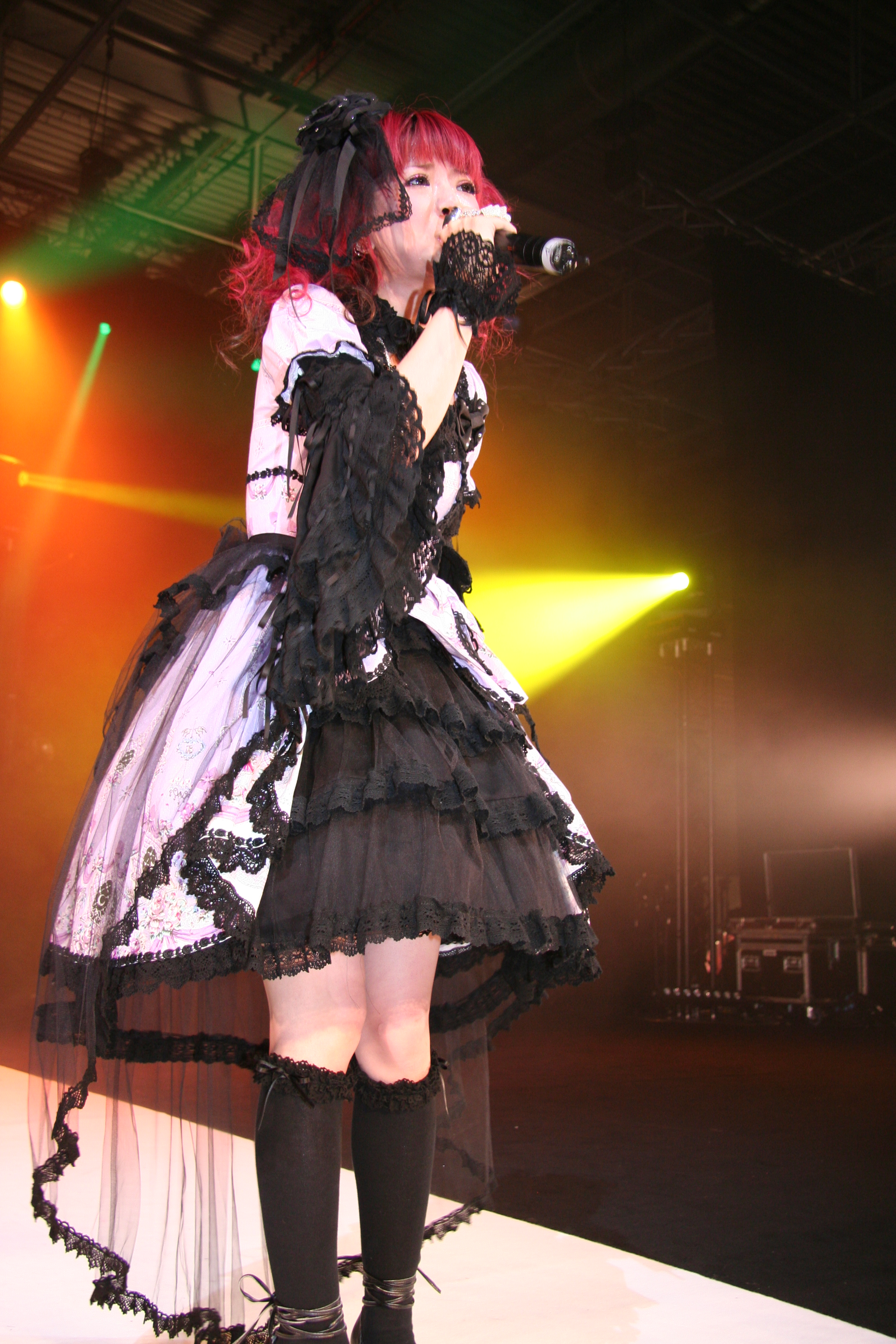
Nana presentándose en la Japan Expo 2007 en París, Francia.

En el 2007, debido a las bajas ventas obtenidas por sus últimos trabajos, surgieron fuertes rumores de que el contrato de Nana con Sony llegaría a su final en poco tiempo. 
Una vez terminada su gira nacional, y varios meses de un receso, en el mes de julio la cantante viajó a Francia para presentarse en la Japan Expo de ese país, y en donde aparte de presentar su música también debutó como diseñadora, desfilando los trajes Gothic Lolita que ella misma diseñaba en el evento llamado Laforet Harajuku.
Este mismo mes, es anunciado que Nana había grabado un nuevo tema, titulado "Antoinette Blue". En la Japan Expo en Francia confesó que el título estaba inspirado en la reina María Antonieta, y la canción había sido escogida para ser parte de la serie de anime de TV Tokyo llamada D.Gray-man, como tema de cierre de ésta. Poco después sería anunciado que esta canción se convertiría en un nuevo sencillo, y finalmente fue anunciado su lanzamiento para el 5 de septiembre de 2007. "Antoinette Blue" debutó en el puesto n.º 34 de las listas de Oricon la primera semana de su lanzamiento, llegando a ser el sencillo de Nana con mejores ventas desde hacía 2 años, con las poco más de 8 mil copias que vendió.
Tras haberse cumplido cinco años desde su debut en la música, Sony Music decide lanzar la primera compilación de sencillos de Nana, titulada "Berry Berry SINGLES" inicialmente agendada a ser lanzada para el 31 de octubre, cerca del 29 de octubre, día del debut oficial de Nana con su primer sencillo, pero después aplazada al 14 de noviembre. El álbum recopiló 9 sencillos, más 3 bonus track, las cuales eran nuevas versiones de las canciones "Kesenai Tsumi" y "Alice", con la colaboración de Marty Friedman, antiguo miembro de Megadeth. También se incluyó una versión de "Love Your Money", canción originalmente de la banda inglesa Daisy Chainsaw.

### 2008 - 2009
El 5 de marzo de 2008 vio la luz su décimo sencillo titulado "SUICIDES LOVE STORY", ubicándose en el lugar n.º 64 de las listas de Oricon. La canción fue utilizada como tema de cierre para el anime Persona: Trinity Soul. 
El 26 de marzo lanza su siguiente sencillo titulado "Siren", ubicado en el puesta n.º 184 en las listas de Oricon. En este sencillo usa el alias de Ruby Gloom para dicha canción, y fue utilizada como tema de apertura de la versión japonesa de la serie canadiense Ruby Gloom, de ahí viene el seudónimo. 
El siguiente sencillo de Nana no salió sino hasta el 23 de julio de 2008, con un sonido más fuerte y con el nombre "PUNK&BABYs". La canción alcanzó el puesto n.º 108 en las listas Oricon y fue utilizada como la canción de apertura para el programa de TV Rank Okoku por los meses de junio y julio de 2008. El mismo día, un álbum tributo a Cyndi Lauper fue lanzado, titulado We Love Cyndi - Tribute to Cyndi Lauper, que contó con la participación de Nana haciendo una versión de la canción "She Bop", la cual fue muy popular en 1983. Incluso con el lanzamiento de 3 sencillos en el mismo año, el 4 de octubre de 2008 se escuchó la canción "月華-tsukihana-" como el tema de apertura del anime Jigoku Shoujo Mitsuganae, de la cual se escucharía más información hasta el siguiente año.
"月華-tsukihana-" fue lanzado como sencillo el 4 de febrero de 2009. Alcanzó el puesto n.º 22 en las listas de Oricon. El 11 de marzo de 2009 Nana lanzó su tercer álbum de estudio titulado Bondage, el cual alcanzó el puesto n.º 85 en las listas de Oricon.
El 5 de mayo de 2009 se anunció en el sitio web oficial de Nana que ella había cancelado su próxima presentación debido a su mala salud física. También se anunció un mes después que ella estaría tomando un descanso de todas las actividades debido a su mal estado de salud, y que los detalles se publicarían en su sitio tan pronto como se recupere.

### Loveless
El 2 de octubre de 2009 se anunció en la web oficial de Nana que ella haría su regreso como la vocalista de su nueva banda, Loveless, aunque el sitio web oficial de la banda había sido abierto previamente con un mensaje personal de Nana. 
El bajista Hiroki, quien es conocido como un miembro de tour de bandas, y el guitarrista Taizo, participaron en esta banda. 
Taizo era el único miembro que no era Nana, que no figuraron como "apoyo directo". 
Nana celebró su regreso con una presentación en vivo en Shibuya Eggman el 7 de octubre. 
El 11 de octubre un mensaje en el sitio web oficial de Loveless anunció que el contrato de Nana con SME Records había llegado a su fin. 
Loveless también participó en el 09 V-Rock Festival el 25 de octubre. En 2010, Nana, junto con su nueva banda, realizó espectáculos en vivo en Tokio. El 9 de octubre, en Shinjuku Marz. Nana celebró su primera transmisión en vivo por internet. Lamentablemente el mal tiempo impidió que el rendimiento de su emisión en vivo tuviera buena calidad, sin embargo el show en vivo fue transmitido posteriormente a través de Ustream el 24 de octubre. En diciembre de 2010 Loveless firmó con el sello de música alemán Spark & Shine. 
En 2011, las canciones "Osanai Namida" y "Ai Yoku FREE" fueron publicadas en la página de MySpace oficial del dúo. A partir del 8 de abril Nana y Taizo iniciaron una gira por Europa, llamada Nana Kitade feat. Loveless European Tour. 
El álbum debut de la banda salió a la venta el 10 de junio de 2011, titulado "Ai to Hate", y solo estuvo a la venta en Europa. Fue la única publicación de Nana bajo el sello Spark & Shine. Se describe como "un mini-álbum con 5 nuevas canciones en el que Nana Kitade va más allá de las fronteras culturales del J-Rock, mientras que artísticamente se reinventar a sí misma en el proceso". 
Desafortunadamente, Loveless se disolvió el 28 de diciembre de 2012. Ellos lo anunciaron a través su página web oficial. Después de esto Nana quedó activa como DJ y cantante con su nueva banda de Electro-noise, NANANOVA 
(ななのば -en japonés), la cual es una colaboración en conjunto con el escritor Novala Takemoto, quien escribió Kamikaze Girls.

### THE TEENAGE KISSERS - 2016
En la Navidad del 2012 Nana anunció que sería la vocalista de su nueva banda llamada THE TEENAGE KISSERS (estilizada como TTAK), con la baterista Mai Koike y el bajista Hideo Nekota, quien se ha encargado de componer las canciones mientras Nana se ha dedicado a escribir las letras. El 6 de abril de 2013 Tsubasa Nakada se unió a la banda como guitarrista principal. 
En 2013, la banda hizo el lanzamiento de varios sencillos. “Ghost Bitch” (edición regular y edición de lujo), “NIGHT NIGHT NIGHT”, “TYTD” y “Feel Sick”. 
El miniálbum debut de la banda, titulado "Perfectly Dirty", fue lanzado en Japón el 16 de octubre de 2013, y a nivel internacional el 30 del mismo mes. El álbum fue bien recibido en Japón, así como en el extranjero. También fue el primer disco de toda la carrera musical de Nana en recibir la etiqueta Parental Advisory Explicit Content. Las copias vendidas en Tower Records vienen con un libro de fotos de 16 páginas titulado Out of Control. El disco alcanzó el puesto n.º 224 en las listas de Oricon y trazó durante una semana.
El 29 de mayo de 2014 anunciaron su primera gira nacional llamada RIPE TOMATO TOUR. 
El 6 de junio de 2014 la banda hace el lanzamiento digital de la canción “I Love You And Kiss Me”, la cual estaba a la venta exclusivamente en iTunes para Japón. La canción llegó al n.º 6 del ranking de iTunes días después de su lanzamiento. La canción fue usada para la apertura del show Rank Kingdom por los meses de junio y julio.
El 30 de junio lanzaron un sencillo doble titulado “Needle/Crystal Swan”, el cual estuvo a la venta en formato vinilo y solo será distribuido en los shows en vivo de la gira RIPE TOMATO TOUR.
El 9 de julio de 2014, la banda lanzó su primer álbum de larga duración titulado “Virgin Field”. El álbum consiste en 13 canciones, compuestas por Hideo Nekota y con letras escritas por la misma Nana, y donde el género predominante es el Grunge. El álbum incluye una versión de la canción “Sunday Morning” de la banda Velvet Underground.
En agosto de 2014, Nana anuncio a través de su cuenta de Twitter que tendría una reunión con Courtney Love Cobain, viuda de Kurt Cobain, quien fuera en vida líder de la banda Nirvana.
La banda lanzó su séptimo sencillo titulado "HOWL/MAGICAL FOREST", un sencillo doble que estuvo disponible a partir del 16 de enero de 2015 como una cinta de casete disponible solamente en los conciertos de la banda. El 19 de junio de 2015, la banda anunció el lanzamiento de su segundo EP, "Lightning Machine" y fue lanzado el 5 de agosto de 2015 a través Gaze Records. El EP contó con el anterior sencillo "NIGHT NIGHT NIGHT". El video de la canción "Psychic Haze" fue publicado en la página oficial de YouTube de la banda el 20 de julio de 2015.
El 20 de mayo de 2016 la banda anuncia que entrara en hiatus para concentrarse en sus proyectos individuales

### Reanudación de la etapa solista 2016-presente
A mediados de marzo de 2016, Nana anunció a través de su cuenta de Twitter que, a principios de abril, daría un concierto como solista en España. El 9 de abril Nana se presentó en el 6.º Salón del Manga y Cultura Japonesa de Alicante. Nana interpretó canciones pasadas como "Kesenai Tsumi" y "Tsukihana", y también canciones que ha publicado con THE TEENAGE KISSERS, como "I Love You And Kiss Me" y "Psychic Haze". En su gran mayoría, canciones publicadas bajo el sello SME Records, siendo esta su primera presentación solista dentro de los últimos siete años. Para despedirse de sus fanes en Alicante, la última canción que Nana interpretó fue un tributo a Madonna, haciendo cover de la popular canción de los 80s "Like a Virgin". Además de su presentación, Nana fue parte del jurado de "The Best Of", competencia de canto ofrecida dentro del programa de actividades del Salón del Manga y Cultura Japonesa de Alicante. En septiembre del 2016 Nana Kitade regreso como solista con el lanzamiento de su 13.º sencillo titulado "Bad Babe's Dreamer". El 19 de diciembre lanza su 14.º sencillo "Last Snowdome" disponible solamente en Japón. El 3 de mayo de 2017 fue lanzado el cuarto álbum de estudio de Nana titulado "VIOLET BLAZE" bajo el sello discográfico Fabtone Inc y producido por Robert De Boron.

## Discografía

### Singles
1. Kesenai Tsumi (消せない罪?) (29 de octubre de 2003)
2. Utareru Ame (撃たれる雨?) (4 de febrero de 2004)
3. HOLD HEART (22 de julio de 2004)
4. pureness/Nanairo (pureness/七色?) (17 de noviembre de 2004)
5. KISS or KISS (1 de junio de 2005)
6. Kanashimi no Kizu (悲しみのキズ?) (20 de julio de 2005)
7. KISS (8 de febrero de 2006)
8. Kibou no Kakera (希望のカケラ?) (4 de octubre de 2006)
9. Antoinette Blue (アントワネットブルー?) (5 de septiembre de 2007)
10. SUICIDES LOVE STORY (5 de marzo de 2008)
11. Siren (サイレン) (26 de marzo de 2008)
12. PUNK&BABYs (23 de julio de 2008)
13. Tsukihana (月華?) (4 de febrero de 2009)
14. Bad Babe's Dreamer (19 de septiembre de 2016)
15. Last Snowdome (19 de diciembre de 2016)
16. Omoi (想い) (31 de octubre de 2018)

### Álbumes
1. 18 -eighteen- (24 de agosto de 2005)
2. I scream (6 de diciembre de 2006)
3. Bondage (11 de marzo de 2009)
4. Violet Blaze (3 de mayo de 2017)

### EP
- SLAVE of KISS (8 de febrero de 2006)
- Cutie Bunny ～菜奈的ロック大作戦 コードネームはC.B.R.～ (12 de julio de 2006)
- Nana Kitade ft. LOVELESS / Ai to Hate (愛とHate) (10 de junio de 2011)
- New Dawn (8 de mayo de 2020)

### Compilaciones
- Berry Berry SINGLES (31 de octubre de 2007)

### DVD
- -18MOVIES- (7 de diciembre de 2005)
- PRINCESS OF PUNK NOT DEAD DOCUMENTARY 2018 (4 de mayo de 2019)

### Singles
1. Ghost Bitch (16 de junio de 2013)
2. NIGHT NIGHT NIGHT (5 de julio de 2013)
3. TYTD (17 de julio de 2013)
4. Feel Sick (10 de noviembre de 2013)
5. I Love You And Kiss Me (6 de junio de 2014)
6. Needle/Crystal swam (30 de junio de 2014)
7. HOWL/MAGICAL FOREST (16 de enero de 2015)

### Álbumes
- Virgin Field (9 de julio de 2014)

### EP
- Perfectly Dirty (16 de octubre de 2013)
- Lightning Machine (5 de agosto de 2015)